# 南国地輿
『南国地輿』（なんこくちよ、ベトナム語：Nam Quốc Địa Dư / 南國地輿）は、ベトナム史上初の西洋式の地理教科書。別名は「南国地輿教科書」。著者は挙人の梁竹潭である。

## 内容
『南国地輿』の本文の前には序文、凡例、目次がある。本文には国土の範囲、行政区画、地勢、山陵、河川、堤防、湖沼、海岸、気候、人民、政体、兵政、財政、教育、農工商業、鉄道航路、郵便などが含まれている。各省府県の総社数と人口のデータ、領内の各少数民族の分布状況と風俗が添えられており、最後にチュノムの「南圻六省占牢州土四煞四害歌」が添えられている。

## 意義
「南国地輿」はベトナム史上初めて西洋の教科書の体裁に沿って書かれた地理教科書で、各章の内容は短いが、当時のベトナムの実情を反映している。後に植民地政府によって改訂されたこの本は、ベトナム国内で広く使われた。

## 刊本
「南国地輿」には複数の版があり、通常版は「維新戊申冬」(1908年)の刊印があり、表紙は「南國地輿」、内書きは「新訂南國地輿教科書」、略して「南國地輿教科書」となっている。別の版では、表紙が「南國地輿誌」で内書きは「南國地輿誌」と「新訂南國地輿誌」とある。この版では「維新戊申年仲秋新鐫」(1908年)とあるが、ただし序文の落款が示す時期は「維新己酉蓮月上浣」(1909年)である。